# Weber am Bach

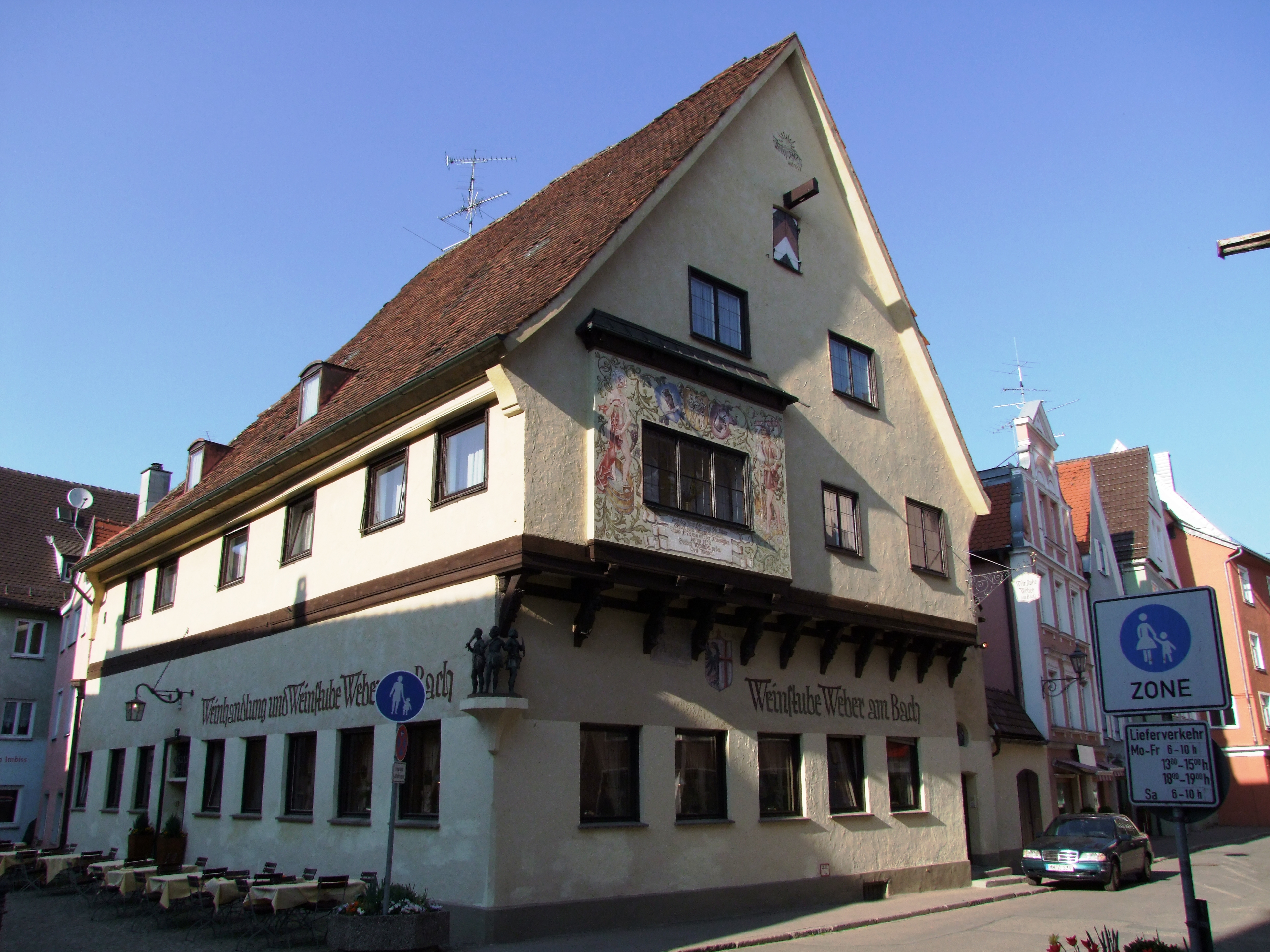
Weber am Bach

Weber am Bach ist ein unter Denkmalschutz stehendes Gebäude im oberschwäbischen Memmingen. Das Eckhaus steht an der Furtgasse und in der Unteren Bachgasse mit der Adresse Untere Bachgasse 2. Bis 1572 war in dem Haus die städtische Lateinschule untergebracht und es diente danach bis 1808 als reichsstädtischer Almosenkasten. als das Haus verkauft wurde. Die erste Weinstube wurde in den Räumlichkeiten 1848 eingerichtet. 1901 wurde das Haus an Gottfried Weber verkauft, von dem das Haus seinen Namen hat.
Das stark erneuerte Haus mit neun zu fünf Achsen besitzt ein Satteldach. An der Giebelfront zur Furtgasse hin befindet sich eine mit 1631 bezeichnete Wandmalerei mit dem Memminger Stadtwappen. Eine weitere Malerei daneben zeigt einen Schulmeister mit seinen Schülern. An der westlichen Hausecke befindet sich eine Gruppe von drei Mohren. Der erste Stock ist auf der Giebelfront vorkragend und durch eine sichtbare, dunkel gestrichene Holzkonstruktion abgestützt. Im Giebel ist eine Inschrift mit einer aufgehenden Sonne zu sehen, die mit den Jahreszahlen 1947 und 1977 an die Renovierungen des Hauses erinnert.